# Glochidion bracteatum
Glochidion bracteatum är en emblikaväxtart som beskrevs av John Wynn Gillespie. Glochidion bracteatum ingår i släktet Glochidion och familjen emblikaväxter. Inga underarter finns listade i Catalogue of Life.